# Dendropsophus amicorum
Dendropsophus amicorum és una espècie de granota que viu a Veneçuela.
Està amenaçada d'extinció per la pèrdua del seu hàbitat natural.